# Ahoinen

Ahoinen är en by i kommunen Rengo, Egentliga Tavastland, Södra Finlands län. I 1897 års lista över postorten i Finland kallas byn för Ahois , medan byn enligt samtida och även nutida kartor heter Ahoinen 